# F. C. S. 실러
페르디난트 캐닝 스콧 실러, FBA (de; 1864년 8월 16일 – 1937년 8월 6일), 일반적으로 F. C. S. 실러로 인용되는 그는 독일계 영국 철학자였다. 알토나구, 홀슈타인 (당시 독일 연방의 일원이었으나 덴마크의 행정 지배를 받음)에서 태어난 실러는 옥스퍼드 대학교에서 공부했으며, 코넬 대학교에서 잠시 재직한 후 다시 초빙되어 그곳에서 교수가 되었다. 만년에는 서던캘리포니아 대학교에서 가르쳤다. 생전에는 저명한 철학자로 알려졌으나, 사후에는 그의 업적이 대부분 잊혔다.
실러의 철학은 윌리엄 제임스의 실용주의와 매우 유사했으며 종종 그와 일치했지만, 실러는 이를 "인본주의"라고 불렀다. 그는 논리실증주의와 관련 철학자들(예: 버트런드 러셀)뿐만 아니라 절대 관념론(예: 프랜시스 허버트 브래들리)에 대해서도 격렬히 반대했다.

## 생애
1864년 콜카타 상인이었던 페르디난트 실러의 세 아들 중 한 명으로 태어난 실러의 가족은 스위스에 집이 있었다. 실러는 럭비에서 성장했다. 그는 럭비 스쿨과 베일리얼 칼리지에서 교육을 받았으며, 라틴어 및 그리스어 고전 학위에서 최우수 졸업을 했고, 1887년에는 독일어 부문 테일러 장학금을 받았다. 실러의 첫 저서 『스핑크스의 수수께끼』(1891)는 그 책이 어떻게 받아들여질지에 대한 우려 때문에 가명을 사용했음에도 불구하고 즉각적인 성공을 거두었다. 1893년부터 1897년까지 그는 코넬 대학교에서 철학 강사로 재직했다. 1897년에 옥스퍼드로 돌아와 30년 이상 옥스퍼드 대학교 코퍼스 크리스티 칼리지의 특별회원 및 튜터가 되었다. 실러는 1921년에 아리스토텔레스 학회 회장을 역임했으며, 오랫동안 마인드 협회 회계로 활동했다. 1926년에는 영국 학술원 특별회원으로 선출되었다. 1929년에는 서던캘리포니아 대학교의 방문 교수로 임명되어 매년 절반은 미국에서, 나머지 절반은 영국에서 보냈다. 실러는 1937년 8월 6일, 7일 또는 9일 로스앤젤레스에서 길고 지긋지긋한 투병 끝에 사망했다.
실러는 또한 우생학에 관한 세 권의 책을 출판했다: 『탄탈루스 또는 인간의 미래』(1924), 『우생학과 정치』(1926), 『사회적 쇠퇴와 우생학적 개혁』(1932).

## 철학
1891년, F.C.S. 실러는 익명으로 철학에 첫 공헌을 했다. 실러는 당시 자연주의가 강했던 시대에 자신의 『스핑크스의 수수께끼』에 담긴 형이상학적 사변이 그의 직업적 전망을 해칠까 두려워했다(『스핑크스의 수수께끼』, 11쪽). 그러나 반형이상학적 동료들로부터의 보복에 대한 실러의 두려움이 실러가 형이상학의 친구였다는 것을 의미하지는 않는다. 바다 건너편의 동료 실용주의자들처럼, 실러는 당시 자연주의의 척박한 풍경과 형이상학의 사변적 과잉 사이에서 중간 입장을 취하려 노력했다. 『수수께끼』에서 실러는 다음과 같이 주장한다.
(1) 자연주의(그는 때때로 이를 "유사형이상학" 또는 "실증주의"라고 부르기도 한다)가 세상에 대한 우리의 자연적 설명을 정당화하기 위해 형이상학이 필요하다는 사실을 무시한다고 비난하며,
(2) "추상적 형이상학"이 우리가 실제로 사는 세상을 놓치고 거대하고 단절된 상상의 세계를 구축한다고 비난한다.
실러는 그 결과 자연주의는 우리 세상의 "고차원적" 측면(자유 의지, 의식 (심리철학), 신, 목적, 보편자)을 이해할 수 없으며, 추상적 형이상학은 우리 세상의 "저차원적" 측면(불완전함, 변화, 물리성)을 이해할 수 없다고 주장한다. 각 경우에 우리는 도덕적이고 인식론적인 "저차원적" 삶을 삶의 "고차원적" 목적 달성으로 이끌 수 없으며, 궁극적으로 양쪽 모두에서 회의주의로 이어진다. 지식과 도덕이 가능하려면 세상의 저차원적 요소와 고차원적 요소 모두 실재해야 한다. 예를 들어, 우리는 특수자에 대한 지식(저차원적)을 가능하게 하기 위해 보편자(고차원적)가 필요하다. 이는 실러가 당시에는 "구체적 형이상학"이라고 불렀지만 나중에는 "인본주의"라고 부르게 될 것을 주장하게 만들었다.
『스핑크스의 수수께끼』를 출판한 직후, 실러는 실용주의 철학자 윌리엄 제임스의 저작을 접하게 되었고, 이는 그의 경력 방향을 바꾸었다. 한동안 실러의 작업은 제임스의 실용주의(실러가 선호하는 명칭인 "인본주의" 아래)를 확장하고 발전시키는 데 집중되었다. 실러는 심지어 자신의 초기 저작 『스핑크스의 수수께끼』를 수정하여 그 저작에 내재된 초기 실용주의를 더욱 명확하게 만들었다. 이 시기 그의 경력에서 가장 두드러진 저작 중 하나인 "공리로서의 공준"(1903)에서 실러는 제임스의 믿음의 의지(will to believe) 교리를 확장하여, 그것이 신의 수용뿐만 아니라 인과성, 자연의 균일성, 정체성 개념, 모순, 배중률, 공간과 시간, 신의 선함 등도 정당화하는 데 어떻게 사용될 수 있는지 보여주었다.
경력 말년에 실러의 실용주의는 윌리엄 제임스의 실용주의와는 더욱 뚜렷한 특징을 띠기 시작했다. 실러의 초점은 형식논리학에 대한 그의 반대에 있었다. 실러의 형식논리학에 대한 반대를 이해하려면 다음 추론을 고려해 보자.
(1) 모든 소금은 물에 녹는다.
(2) 체레보스는 물에 녹지 않는다.
(3) 따라서 체레보스는 소금이 아니다.
이 추론의 형식적 특징만으로(모든 A는 B이다; C는 B가 아니다; 따라서 C는 A가 아니다), 형식논리학은 이를 타당한 추론으로 판단할 것이다. 그러나 실러는 이 추론의 타당성을 단순히 형식적 특징만으로 평가하는 것을 거부했다. 실러는 이 추론이 실제로 발생하게 된 특정 문제가 무엇이었는지에 대한 맥락적 사실을 살펴보지 않는 한, 그 추론이 성공적이었는지(즉, 실용적으로 성공적이었는지)를 결정할 수 없다고 주장했다. 이 추론의 경우, "체레보스는 요리용으로는 '소금'이지만, 화학적 목적을 위해서는 그렇지 않기 때문에", 이 추론의 목적이 요리용이었는지 화학용이었는지를 알지 못하면 이것이 타당한지 여부를 결정할 수 없다. 또 다른 예시에서 실러는 형식 수학 "1+1=2"의 진리를 논하며, 물방울에 대해 논할 때는 이 방정식이 성립하지 않는다고 지적한다. 실러의 형식논리학 및 형식 수학에 대한 공격은 철학자들로부터 많은 주목을 받지 못했지만, 현대철학의 맥락주의적 관점 및 일상 언어 철학자들의 관점과 약한 유사성을 공유한다.

### 자연주의와 형이상학에 대한 반대
『수수께끼』에서 실러는 플라톤, 제논, 헤겔의 철학에서 추상적 형이상학의 위험에 대한 역사적 예시를 제시하며, 헤겔을 최악의 범죄자로 묘사한다. "헤겔주의는 어떤 사실이나 현실에도 결코 미치지 못한다. 이유는 간단하다. 현실을 추상으로 대체할 수 없기 때문이다. 사유 상징은 상징된 사물의 역할을 할 수 없다."
실러는 헤겔 시스템의 결함은 모든 추상적 형이상학 시스템과 마찬가지로, 그것이 구축하는 세계가 불완전하고 변화하며 특수하고 물리적인 우리의 삶을 "고차원적" 보편적 이념과 목표의 달성으로 이끄는 데 항상 도움이 되지 않는다는 점이라고 주장했다. 예를 들어, 실러는 시간과 변화의 현실이 모든 추상적 형이상학 시스템의 고유한 모두스 오페란디와 본질적으로 반대된다고 주장한다. 그는 변화 가능성이 어떤 도덕적 행동(또는 일반적으로 행동)의 전제 조건이므로, 어떤 추상적 형이상학 시스템이든 우리를 도덕적 회의주의로 이끌 수밖에 없다고 말한다.
문제는 추상적 형이상학이 "여기 지금뿐만 아니라 '영원히' 그리고 시간과 변화와 독립적으로 참이어야 하는 개념으로 세계를 해석하는" 것을 목표로 한다는 데 있다. 그 결과 형이상학은 "현실의 시간적 측면"이 추상화된 개념을 사용해야만 한다. 물론 "[일단 추상화되면]",
시간에 대한 언급은 물론 회복될 수 없으며, 일단 무시되면 현실의 개별성도 추론될 수 없다. 현실에 대한 '진리'를 표현하기 위해 그 '이것성', 개별성, 변화, 그리고 특정 시간적, 공간적 환경에의 몰입은 무시될 수 있으며, 개념의 시간 불변적 타당성이 우리가 숙고하는 살아있고 변화하며 소멸하는 존재를 대체한다고 가정한다. ... 여기서 내가 지적하고 싶은 것은 그러한 전제로부터 제외되었던 현실의 바로 그 특징들을 연역적으로 정당화하는 것을 기대하는 것은 불합리하다는 것뿐이다.
그러므로 헤겔주의가 시간-과정에 대해, 즉 세계가 '시간 속에' 있으며 끊임없이 변화한다는 사실에 대해 아무런 이유를 제시할 수 없는 진정한 이유는, 시간과 변화와 무관하게 세계를 설명하기 위해 구축되었기 때문이다. 영원하고 불변하는 '진리'의 시스템을 고집한다면, 우리는 개별성, 시간, 변화라는 용어로 표현하려는 현실의 특징들을 추상화함으로써만 그것을 얻을 수 있다. 그러나 당신의 경험의 한계를 훨씬 넘어선 주장을 가능하게 할 공식을 위해 대가를 치러야 한다. 그리고 그 대가의 일부는 결국 당신이 처음에는 합리적 설명과 무관하다고 일축했던 바로 그 특징들에 대한 합리적 설명을 제공할 수 없게 된다는 것이다.

추상적 형이상학은 우리에게 아름다움과 목적, 그리고 다양한 다른 "고차원적인 것들"의 세계를 제공하지만, 우리가 사는 세계의 다른 핵심 측면들은 상상적인 것으로 단죄한다. 추상적 형이상학의 세계는 (1) 세상에 대해 배우고, (2) 더 나은 방향으로 세상을 변화시키기 위해 행동하려는 불완전한 도덕적 행위자를 위한 자리가 없다. 결과적으로 추상적 형이상학은 우리를 환상적이라고 비난하며, 세상에서 우리의 위치를 중요하지 않고 무의미한 것으로 선언한다. 추상화가 우선시될 때, 우리의 구체적인 삶은 회의주의와 염세주의로 붕괴된다.
그는 또한 대안적인 자연주의적 방법에 반대하는 주장을 펼치며, 이 방법 또한 인식론적, 도덕적 회의주의를 초래한다고 말한다. 실러는 이 방법이 차갑고 생명 없는 원자의 저차원 세계에서 윤리, 의미, 정신의 고차원 세계로 나아가는 데 부적절함을 보여주려고 한다. 추상적 형이상학과 마찬가지로, 실러는 여러 방면에서 자연주의를 공격한다: (1) 자연주의적 방법은 보편자를 특수자로 환원할 수 없으며, (2) 자연주의적 방법은 자유 의지를 결정론적 운동으로 환원할 수 없으며, (3) 자연주의적 방법은 의식과 같은 창발적 속성을 뇌 활동으로 환원할 수 없으며, (4) 자연주의적 방법은 신을 범신론으로 환원할 수 없고, 등등이다. 추상적 방법이 우리 세계의 저차원적 요소를 고차원적 요소 내에서 찾을 수 없는 것처럼, 자연주의적 방법은 우리 세계의 고차원적 요소를 저차원적 요소 내에서 찾을 수 없다. 추상적 형이상학과 반대로, 자연주의는 저차원적 요소를 구하기 위해 고차원적 요소의 실재를 부정한다. 실러는 여기서 자연주의 대신 "유사 형이상학적"이라는 용어를 사용하는데, 이는 그가 이러한 자연주의 철학자들이 비형이상학적인 "저차원적" 측면(즉, 실제 형이상학에 참여하지 않고)에만 매달리면서 형이상학적 문제를 해결하려 한다고 비난하기 때문이다.

유사 형이상학적 방법은 과학의 방법을 철학의 방법으로 내세운다. 그러나 그것은 영원한 실패로 귀결될 수밖에 없다. ... 물리 과학이 제공하는 자료는 다루기 어렵다. 왜냐하면 그것들은 설명하려는 사실보다 낮은 종류의 자료이기 때문이다.
물리 과학의 대상은 존재의 계층에서 하위 질서를 형성하며, 더 광범위하지만 덜 중요하다. 따라서 물리학자의 원자는 의식 있는 존재의 조직에서 발견될 수 있지만, 그것들은 부차적이다. 살아있는 유기체는 물리 법칙만으로는 설명할 수 없는 행동을 보이며, 인간은 물질적이지만 훨씬 더 많은 것을 가지고 있다.

세계의 고차원적 요소들이 저차원적 요소들로 환원되지 않는다는 것을 보여주는 것만으로는 자연주의가 세계의 고차원적 요소들을 환상으로 단죄해야 한다는 것을 보여주는 데는 충분하지 않다. 실러의 공격의 두 번째 구성 요소는 자연주의가 고차원적인 것이 저차원적인 것에서 진화한다고 주장함으로써 고차원적인 것을 저차원적인 것으로 환원할 수 없다는 무능력에서 벗어날 수 없음을 보여주는 것이다. 그러나 실러는 자연주의가 고차원적인 것을 저차원적인 것으로 환원할 수 있는 능력보다 고차원적인 것이 저차원적인 것으로부터 진화하는 것을 설명할 수 있는 능력이 더 뛰어나다고 보지 않는다. 진화가 저차원적인 어떤 것에서 시작하여 고차원적인 것으로 진화하는 것은 사실이지만, 자연주의의 문제는 진화의 출발점이 무엇이든, 그것이 먼저 고차원적인 것으로 진화할 잠재력을 가진 어떤 것이어야 한다는 것이다. 예를 들어, 세계는 무에서 생겨날 수 없다. 왜냐하면 세계의 잠재력 또는 "싹"이 무에 "없기" 때문이다(무는 잠재력이 없다. 그것은 아무것도 없다. 결국, 그것은 무이다). 마찬가지로, 생물학적 진화는 무생물에서 시작될 수 없다. 왜냐하면 생명의 잠재력이 무생물에 "없기" 때문이다. 다음 구절은 실러가 의식의 진화에 동일한 종류의 추론을 적용하는 것을 보여준다.
고차원적인 것을 저차원적인 것으로 설명하는 유사 형이상학적 방법의 전형으로 보았을 때 ... 그것은 무의식적인 물질에서 의식의 생성을 설명하지 않는다. 왜냐하면 우리는 물질에 잠재적 의식을 귀속시킬 수 없거나 그렇게 하지 않기 때문이다. ... 진화론은 [최종 결과]를 그 싹으로부터, 즉 잠재적으로 그것이 된 것에서 도출한다.
우리 세계의 고차원적 요소를 환원하거나 진화를 설명할 수 없는 자연주의는 고차원적 요소를 단순한 환상으로 설명할 수밖에 없다. 이렇게 함으로써 자연주의는 우리를 인식론과 윤리 모두에서 회의주의로 단죄한다. 실러의 저작이 사후에 대부분 무시되어 왔지만, 실러의 진화에 대한 자연주의적 설명에 대한 반론이 미국 법적 문제로 인해 (참조: 키츠밀러 대 도버 지역 교육청 학군) 지적 설계 옹호자들에 의해 그 관점의 더 긴 역사를 확립하기 위해 최근 인용되었다는 점은 주목할 가치가 있다.

### 형이상학과 자연주의에 대한 인본주의적 대안
실러는 추상적 형이상학과 자연주의 모두 인간을 세상에서 견딜 수 없는 위치에 놓는다고 주장했다. 그는 우리가 상호작용하는 낮은 세계를 인식할 뿐만 아니라 목적, 이상 및 추상화의 높은 세계를 고려하는 방법을 제안했다. 실러는 다음과 같이 말한다.
우리는 철학이 가능하다면 유사 형이상학적 방법과 추상적 형이상학적 방법의 장점을 모두 결합한 방법이 필요하다.
실러는 형이상학 분야에 대한 방향 수정을 요구하며, 형이상학이 과학에 봉사해야 한다고 주장했다. 예를 들어, 세계가 무에서 창조된 것을 설명하거나 세계의 "고차원적" 부분의 출현 또는 진화를 설명하기 위해, 실러는 무, 생명 없음, 무의식적 물질에 진화하여 더 높은 형태로 발전할 목적(따라서 잠재력)을 부여할 수 있는 신성한 존재(즉, 궁극 원인)를 도입한다.
따라서 진화론은 신성한 제일 원인의 필요성을 없애는 것은커녕, 우리가 과학에 대한 믿음을 가지고 이를 결론까지 이끌어내고, 이를 해석할 용기가 있다면, 진화 이전에 이미 존재했던 신이 없이는 어떤 진화도 불가능했음을 부정할 수 없이 증명한다. 게다가 이 신은 초월적이고, 비물질적이며, 비현상적이다. ... [세상] 과정은 신적 의식 속의 선행하는 목적이나 아이디어가 실현되는 것이다.
이러한 목적론의 재도입(실러는 때때로 이를 세계의 재인간화라고 부른다)은 실러가 자연주의자들이 하기를 두려워한다고 말하는 것이다. 실러의 구체적 형이상학(즉, 그의 인본주의) 방법은 과학이 요구할 때 형이상학에 의지할 수 있도록 한다. 그러나:
[새로운 목적론]은 적용에 있어 변덕스럽거나 무작위적이지 않고, 과학의 결론에 확고히 뿌리내릴 것이다. ... 진화론이 상상한 세계의 역사는 과학적 데이터에 기반하여 내용과 의미가 결정되어야 한다. 사물의 역사를 주의 깊게 연구해야만 우리는 그것의 발전 방향을 결정할 수 있으며, [그때에만] 우리가 세계 과정의 종말에 대한 지식에 처음으로 근접했다고 말할 수 있다.
[이것은] 자연 과학의 현대 주창자들이 격렬히, 그리고 대체로 정당하게 두려워하는 것과는 완전히 다른 종류의 목적론이다. 그것은 인간 중심적으로 사물을 설명하거나 모든 창조물이 인간의 사용과 이익을 위해 존재한다고 간주하려 하지 않는다. 그것은 과학자처럼 코르크 나무가 샴페인 코르크를 공급하기 위해 자란다고 상상하는 것과는 거리가 멀다. 모든 것이 봉사한다고 가정하는 목적은 ... 모든 것이 지향하는 세계 과정의 보편적인 목적이다.

실러는 마침내 "모든 것이 지향하는" 이 "목적"이 무엇인지 밝힌다.
우리의 사변이 완전히 빗나가지 않았다면, 세상의 과정은 [신성한 창조주에 의해] 조화를 이루도록 고안된 모든 영혼이 완벽한 사회에서 통합될 때 끝날 것이다.
오늘날의 철학적 기준으로는 실러의 사변이 엄청나게 형이상학적이며 과학과 단절된 것으로 간주되겠지만, 동시대의 형이상학자들(헤겔, 맥타거트 등)과 비교할 때 실러는 자신을 급진적으로 과학적인 사람으로 보았다. 실러는 그의 경력 동안 자신의 철학에 여러 가지 이름을 붙였다. 초기에는 "구체적 형이상학"과 "인본주의"라는 이름을 사용했으며, 말년에는 "실용주의", 특히 "인본주의"를 선호했다.

### 믿음에의 의지
실러는 또한 자연주의와 추상적 형이상학의 요소를 혼합하여 각 방법이 독자적으로 따를 경우 무너지는 이중 회의주의를 피할 수 있도록 고안된 철학적 방법을 개발했다. 그러나 실러는 이것만으로 자신의 인본주의가 다른 두 가지 방법보다 정당화된다고 가정하지 않았다. 그는 회의주의와 비관주의 모두 참일 가능성을 인정했다.
자연주의와 추상적 형이상학 사이의 중간 지대를 차지하려는 자신의 시도를 정당화하기 위해, 실러는 제임스의 믿음에의 의지를 예상하는 움직임을 취한다.
특히 행동에 있어서 우리는 종종 작은 가능성에 따라 행동할 수밖에 없다. 따라서 우리의 해결책이 가능한 답이며, 삶에 대한 완전한 절망, 즉 비관주의에 대한 유일한 가능한 대안임이 입증될 수 있다면, 그것이 단지 희박한 가능성일지라도 수용되어야 마땅하다.
실러는 다른 방법들이 인간에게 우주에서의 역할과 위치를 제공하지 못한다는 점을 고려할 때, 우리는 이러한 방법들을 채택하는 것을 피해야 한다고 주장한다. 『수수께끼』의 끝에서 실러는 자신의 인본주의 방법을 우리의 낮은 존재를 우리의 높은 목적 달성으로 이끌 수 있는 유일한 가능한 방법으로 제시한다. 그는 증거가 불리하더라도("단지 희박한 가능성일지라도") 우리가 채택해야 하는 방법이라고 주장한다.
실러의 믿음에의 의지는 『스핑크스의 수수께끼』의 중심 주제(주로 서문과 결론에 나타남)였지만, 1891년에는 이 교리가 실러 철학에서 제한적인 역할을 했다. 『수수께끼』에서 실러는 회의적이고 비관적인 철학 방법론을 극복해야 할 때만 자신의 믿음에의 의지 교리를 사용했다. 1897년, 윌리엄 제임스가 "믿음에의 의지"라는 에세이를 발표했고, 이는 실러가 이 교리의 적용을 급격히 확장하도록 영향을 미쳤다. 1903년 『개인적 이상주의』라는 제목의 책에 실러는 "공리로서의 공준"이라는 널리 읽히는 에세이를 기고했는데, 여기서 그는 "논리의 공리"를 믿음에의 의지 교리에 기초하여 채택된 공준으로 정당화하려고 했다. 이 에세이에서 실러는 믿음에의 의지 교리를 인과관계, 자연의 균일성, 정체성 개념, 모순, 배중률, 공간과 시간, 신의 선함 등을 받아들이는 근거로 확장한다. 그는 우리가 자연이 균일하다고 가정하는 것은 자연이 균일해야 하기 때문이라고 지적한다.
시간과 공간 속 사건들의 혼란 속에서 [우리는] '어디'나 '언제'에 대한 모든 언급을 초월하는 순수 추상적이고 변치 않는 공식을 추출한다. 따라서 그것들은 우리가 원하는 어떤 숫자로든 채울 수 있는 백지수표가 된다. 유일한 질문은—자연이 그 수표를 승인할 것인가? 아우덴테스 나투라 유바트—우리의 삶을 걸고 시도해보자! 실패하더라도 우리의 피는 우리 손에 묻어날 것이지만(아마도 다른 누군가의 위장에 있겠지만), 우리가 실패하더라도, 감히 가정하지 못했던 자들보다 더 나쁜 상황은 아니다. 그러므로 우리의 가정은 적어도 방법론적 필연성이다. 그것은 자연의 근본적인 사실(공리)이 될 수도 있다.
실러는 자연의 균일성과 같은 교리들이 먼저 필요에 따라 (증거가 아니라) 가정되어야 하며, 그 후에야 "실제 작용의 증거에 의해 정당화된다"고 강조한다. 그는 과거 경험으로부터 자연이 균일하다고 결론내리려는 존 스튜어트 밀과 같은 경험주의자들과 우리의 이해의 전제 조건으로부터 자연이 균일하다고 결론내리는 칸트주의자들을 모두 비판한다. 실러는 전제 조건이 결론이 아니라, 우리의 경험에 가해지는 요구 사항이며, 그것이 작동할 수도 있고 안 할 수도 있다고 주장한다. 이 성공 여부에 따라 가설의 지속적인 수용과 궁극적으로 공리적 지위로의 승격이 달려 있다.
"공리와 공준"에서 실러는 실천에서의 성공으로 가정의 정당성을 입증하며, 이는 『스핑크스의 수수께끼』로부터 중요한 전환점을 보여준다. 『수수께끼』에서 실러는 회의론을 피하기 위해 "고차원적인 것"과 "저차원적인 것"을 연결하는 모호한 목표에 관심을 가졌지만, 1903년에는 이 두 요소 사이에서 그가 보는 연결을 명확히 했다. "고차원적인" 추상적 요소들은 저차원적인 것과 연결되어 있는데, 왜냐하면 그것들이 저차원적인 것을 다루기 위한 우리의 발명품이기 때문이다. 그것들의 진리는 도구로서의 성공에 달려 있다. 실러는 이 요소가 자신의 사고에 들어온 시기를 그의 1892년 에세이 "현실과 '관념론'"(1891년 『수수께끼』 이후 단 1년 만에)으로 본다.
>평범한 사람의 '사물', 물리학자의 '원자', 그리고 리치 씨의 '절대자'는 모두 현상의 근원적 실재를 해석하기 위한 다소 보존적이고 잘 고려된 계획이며, 이러한 의미에서 리치 씨는 '일출'을 이론이라고 부를 자격이 있다. 그러나 우리가 (궁극적으로 실용적인 기준에 의해) 현상을 분리하고 나중에 일출이라고 부르는 표현들의 혼돈은 이론이 아니라 모든 이론을 존재하게 한 사실이다.
현상을 설명하기 위해 가설적인 대상을 생성하는 것 외에도, 우리의 사고에 의한 실재 해석은 사고가 작동하는 추상화에 파생적인 실재를 부여한다. 만약 그것들이 사고가 실재에 그러한 영향을 미치는 도구라면, 그것들 자체도 분명히 실재해야 한다.

실러의 사고의 변화는 그의 다음 출판된 저서, 『시간 과정의 형이상학』(1895)에서도 이어진다.
형이상학의 추상화는 삶의 구체적인 사실을 설명하기 위해 존재하며, 그 반대가 아니다. 과학(인본주의와 함께)은 자신이 작동하는 상징을 해석하는 것을 거부하지 않는다. 오히려, 원래 추상화된 구체적인 사실에 대한 적용 가능성만이 그 사용을 정당화하고 그 '진리'를 확립하는 것으로 간주된다.
『수수께끼』에서 실러가 형이상학자에게 가했던 비난은 이제 더욱 실용적인 관점에서 나타난다. 그의 반대는 집을 짓기 위해 일자형 스크루드라이버를 만들고, 필립스 나사를 만났을 때 일자형 스크루드라이버가 맞지 않아 나사가 비현실적이라고 비난하는 노동자에 대해 우리가 할 수 있는 비난과 유사하다. 『수수께끼』 이후의 저작에서 실러의 공격은 추상적 형이상학자에게 추상화는 특수하고 물리적인 "낮은" 세계를 다루기 위한 도구이며, 추상화를 만든 후에는 추상화되지 않은 세계를 단순히 설명에서 제외할 수 없다는 것을 상기시키는 형태를 취한다. 추상화되지 않은 세계는 애초에 추상화를 만드는 전체 이유이다. 우리는 불변하고 영원한 진리에 도달하기 위해 추상화한 것이 아니다. 우리는 특수하고 구체적인 세계에서 삶을 다루기 위한 불완전하고 거친 도구를 만들기 위해 추상화한다. "사물의 미래 행동을 예측하여 그에 따라 우리의 행동을 형성하는 목적"을 위해 고차원적인 것이 작용하는 것이 고차원적인 것을 정당화한다.
영원한 진리의 이러한 방법론적 성격을 주장하는 것이 물론 그 타당성을 부정하는 것은 아니다. ... 우리가 특정 목적을 달성하기 위해 추상화의 진실을 가정한다고 말하는 것은 이론적 '진실'을 목적론적 함의에 종속시키는 것이다. 일단 가정을 한 후, 그것의 진실이 실제 작용에 의해 '증명된다'고 말하는 것은... 진실의 '실제' 작용에 대한 질문은 궁극적으로 우리가 그것으로 살 수 있는지 여부의 질문으로 항상 귀결될 것이기 때문이다.
이 구절에서 몇 줄 아래, 실러는 1903년 이 에세이를 재인쇄하며 다음과 같은 각주를 덧붙였다. "이 모든 것은 현대 실용주의에 대한 매우 명확한 예상이자 대략적인 예시로 보인다." 실제로 이는 실용주의적 진리론과 유사하다. 그러나 실러의 실용주의는 윌리엄 제임스와 찰스 샌더스 퍼스의 실용주의와 여전히 매우 달랐다.

### 논리학에 대한 반대
일찍이 1891년에 실러는 윌리엄 제임스의 믿음에의 의지와 매우 유사한 교리를 독자적으로 도달했다. 1892년에는 실러가 독자적으로 자신의 실용주의적 진리론을 개발했다. 그러나 실러가 의미에 대해 관심을 가진 것은 제임스와 퍼스의 실용주의에서 온 것이다. 말년에 실러는 형식 논리학에 대한 일관된 공격을 하기 위해 자신의 실용주의의 모든 요소를 결집했다. 젊은 시절 추상적 형이상학의 초월적이고 완벽한 세계를 무너뜨리는 데 관심을 가졌던 실러의 발전된 실용주의의 핵심 목표는 형식 논리학의 추상적인 규칙이다. 실러는 진술이 실제 사용과 분리되어 의미나 진리를 가질 수 없다고 주장한다. 따라서 실제 상황에서의 기능 대신 형식적 특징을 검토하는 것은 추상적 형이상학자가 저지르는 것과 동일한 실수를 저지르는 것이다. 상징은 특정 과제를 수행하기 위해 누군가에 의해 의도되고 상황 속에서 생명을 부여받지 않는 한 무의미한 종이 위의 낙서일 뿐이다. 그것들은 구체적인 상황을 다루기 위한 도구이며, 그 자체로 연구의 적절한 대상이 아니다.
실러의 진리론과 의미론(즉, 실러의 실용주의)은 모두 그가 인본주의적 관점(구체적 형이상학에 대한 그의 새로운 이름)이라고 부르는 것에서 사고를 검토함으로써 정당성을 얻는다. 그는 "정확히 의미를 가진다는 것이 무엇을 의미하는지"에 답하려면 "왜 우리가 아예 생각하는가라는 선행 질문을 제기해야 할 것"이라고 알려준다. 실러는 물론 진화가 답을 제공하리라 기대한다.
실러는 『사용을 위한 논리학』(1929)의 "판단의 생물학"이라는 장에서 자신의 실용주의적 진리론과 의미론에 대한 상세한 변론을 제공한다. 실러가 제시하는 설명은 여러 면에서 퍼스가 자신의 "믿음의 고정"(1877) 에세이에서 주장하는 일부와 유사하다.
우리의 정신 생활에서 판단의 기능에 대한 우리의 설명은 그러나 아주 먼 길을 거슬러 올라가야 할 것이다. 왜냐하면 판단이 있기 전에 많은 생각이 있고, 생각이 있기 전에 많은 삶이 있기 때문이다. 심지어 고도로 발달한 마음에서도 판단은 생각 속에서 상대적으로 드문 사건이며, 삶 속에서 생각은 규칙이라기보다는 예외이며, 상대적으로 최근에 습득된 것이다.
...
대부분 살아있는 유기체는 더 빠르고, 더 쉽고, 더 신속한 방편을 통해 삶의 조건에 적응한다. 그들의 행동이나 반응은 대부분 유전된 습관에 의해 결정되는 '반사 작용'이며, 이는 대체로 자동으로 기능한다. ... 이러한 정교하고 훌륭한 자극에 대한 적응적 반응의 조직으로부터 유기체 생명은 생각 없이도 완전히 진행될 수 있다는 결론이 나온다. ... 이것은 사실 대부분의 생명체가 삶을 영위하는 방식이며, 인간 또한 대부분의 시간을 사는 수준이다.
따라서 생각은 교란에서 발생하는 비정상적인 현상이다. 그것의 발생은 습관적인 삶의 특이한 결핍과 관련되어 있다. ... 유사한 상황에서 미묘한 차이를 알아차리고 특정 사례의 특이성에 행동을 더 밀접하게 조정하는 것이 생물학적으로 중요해질 때마다 습관, 본능, 충동에 의한 삶의 지도는 무너진다. 그러한 정확하고 섬세한 조정을 효과적으로 수행하기 위한 새로운 방편이 어떻게든 고안되어야 한다. 이것이 '생각', '이성', '성찰', '추론', '판단' 등으로 다양하게 불리는 것들의 존재 이유이다.
...
그러나 생각은 이전 과정의 대체물이라기보다는 보조적인 추가물에 가깝다. 그것은 특정 경우에만 유용하며, 생각 없이 행동하는 것이 더 현명할 때를 분별함으로써 지능을 보여줄 수도 있다. ... 그러나 철학자들은 합리적인 행동에 대해 매우 잘못된 생각을 가지고 있다. 그들은 사람들이 항상 모든 것에 대해 생각해야 한다고 생각하는 경향이 있다. 그러나 그렇게 한다면 아무것도 하지 못하고, 즐거움을 늘리지 않고 삶을 단축시킬 것이다. 또한 그들은 합리적인 행동의 본질을 완전히 오해한다. 그들은 그것을 보편적 규칙의 영구적인 사용으로 나타내지만, 오히려 그것은 행동이 특정 경우에 적응될 수 있도록 일반 규칙을 언제 제쳐두어야 하는지를 인식하는 데 있다.

이 실러의 구절은 실러의 철학에 대한 통찰력을 제공하기 때문에 길게 인용할 가치가 있었다. 이 구절에서 실러는 생각이 우리의 무의식적인 습관이 특정 상황을 처리하기에 부적절하다고 판명될 때만 발생한다고 주장한다. 실러가 제한된 사고 발생의 기원을 강조하는 것은 실러가 의미와 진리에 대한 자신의 설명을 설정하는 데 도움이 된다.
실러는 어떤 사람이 어떤 상황에서 진술을 발화할 때 특정 목적을 위해 그렇게 한다고 주장한다: 습관만으로는 처리할 수 없었던 문제를 해결하기 위해서다. 그러한 진술의 의미는 그 특정 사고 발생의 목적을 달성하는 데 기여하는 바이다. 진술의 진리는 그것이 그 목적 달성을 돕는지 여부이다. 어떤 발화나 생각도 이러한 특정 사고 발생의 맥락 밖에서는 의미나 진리 값을 가질 수 없다. 실러의 이러한 설명은 제임스조차 취했던 관점보다 훨씬 더 극단적인 견해이다.
언뜻 보기에 실러는 제임스와 매우 유사해 보인다. 그러나 실러는 의미 있는 진술이 "어떤 목적을 위해 누군가에게" 결과를 가져와야 한다는 더 엄격한 요구 사항을 제시함으로써 제임스보다 더 극단적인 입장을 취한다. 실러에게는 진술이 경험적 결과를 수반한다는 것이 의미의 충분 조건이 아니다(퍼스와 제임스 모두에게는 그렇다). 실러는 진술의 결과가 특정 시점에 특정 사람의 목표와 관련성이 있어야만 의미가 있다고 요구한다. 따라서 "다이아몬드는 단단하다"는 진술과 "다이아몬드는 부드럽다"는 진술이 다른 경험적 결과를 수반한다는 것만으로는 충분하지 않으며, 그 경험적 차이가 누군가의 목적에 차이를 만들어야 한다. 그럴 때만, 그리고 그 사람에게만, 두 진술은 다른 것을 말한다. 만약 단단한 다이아몬드와 부드러운 다이아몬드 사이의 경험적 차이가 내가 생각에 몰입하는 목적과 연결되지 않았다면, 두 진술은 같은 의미를 가질 것이다. 예를 들어, 내가 어느 날 커피숍에서 무작위로 모든 사람에게 "다이아몬드는 단단하다"라고 외치고 나서 "다이아몬드는 부드럽다"라고 외친다면, 내 말은 아무 의미도 없을 것이다. 말은 특정 목적을 가지고 말할 때만 의미를 가질 수 있다.
결과적으로, 실러는 문장이 특정 맥락과 분리된 추상적인 방식으로 간주될 때 의미나 진리를 가질 수 있다는 생각을 거부한다. "다이아몬드는 단단하다"는 문장은 어떤 특정 상황에서, 어떤 특정 사람이, 어떤 특정 목적을 위해 발화되거나(혹은 믿어질 때) 비로소 의미를 가진다. 그 문장이 그 사람의 목적에 미치는 결과가 의미를 구성하고, 그 사람의 목적을 달성하는 데 유용성이 그 문장의 참 또는 거짓을 구성한다. 결국, 특정 상황에서 "다이아몬드는 단단하다"는 문장을 볼 때, 우리는 그것이 다이아몬드에 대해 아무 말도 하지 않는다는 것을 발견할 수도 있다. 화자는 그 문장을 농담으로, 암호 구절로, 심지어 단순히 15개의 글자로 된 문장의 예시로 사용할 수도 있다. 그 문장이 실제로 무엇을 의미하는지는 특정 맥락에서 어떤 사람이 그 진술을 사용하는 특정 목적 없이는 결정될 수 없다.
"실용주의와 유사 실용주의"라는 제목의 논문에서 실러는 자신의 실용주의를 특정 반례에 대해 변호하며, 이는 그의 실용주의를 상당히 명확히 보여준다.
원주율의 100번째(또는 10,000번째) 소수점 이하 숫자가 9인지 아닌지에 대한 질문에 참으로 답할 수 없다는 것은 실제적인 앎과 실제적인 목적에서 분리되어 진리를 단언하는 것이 얼마나 불가능한지를 훌륭하게 보여준다. 왜냐하면 소수점 이하 숫자가 계산될 때까지는 그 질문에 답할 수 없기 때문이다. 그때까지는 아무도 그것이 무엇인지, 또는 무엇으로 판명될지 모른다. 그리고 어떤 목적에 봉사하지 않는 한 아무도 그것을 계산하지 않을 것이며, 따라서 아무도 그 계산에 관심을 갖지 않을 것이다. 따라서 그때까지 진리는 불확실하게 남아 있다. '참된' 답은 없다. 왜냐하면 그 질문이 실제로 제기된 실제적인 맥락이 없기 때문이다. 우리는 단지 여러 상충되는 가능성만 있을 뿐, 심지어 진리 주장도 없으며, 결정은 없다. 그러나 실험이 수행되면 결정은 가능하다. 그러나 이 실험은 알고자 하는 욕구를 전제로 한다. 그 지점이 실제로 결정하는 것이 중요해질 때만 이루어질 것이다. 일반적으로는 물론 그렇지 않을 것이다. 왜냐하면 과학의 실제적인 목적을 위해서는 그 숫자가 9라고 가정하든 다른 숫자라고 가정하든 아무런 차이가 없기 때문이다. 즉, 예를 들어 99번째 소수점까지의 진리는 우리의 목적에 '충분히 참'이며, 100번째 소수점은 중요하지 않다. 그러나 그 무관심이 사라지고 질문이 중요해지면, '진리'는 즉시 '유용해질' 것이다. 따라서 테일러 교수의 예시는 실제적인 맥락에서 실제적인 질문으로서 진리가 유용해질 때까지는 참된 답을 얻을 수 없음을 결정적으로 증명한다. 이 점은 테일러 교수가 직접 제안한 맥락에서도 설명된다. 왜냐하면 그는 전체 실용주의적 지식 이론의 반박이 100번째 소수점 이하 숫자에 달려 있다고 주장함으로써 그 질문을 중요하게 만들었기 때문이다. 그리고 그의 눈에 100번째 소수점 이하 숫자가 가질 수 있는 더 고귀한 용도는 무엇이겠는가? 만약 이러한 관심의 결과로 그가 그것을 계산하기 시작한다면, 그는 한때 쓸모없었지만 이제는 가장 유용한 진리를 발견하고—자신의 주장을 의기양양하게 반박할 것이다!
우리는 이 주장을 많은 철학자들이 윌리엄 제임스의 실용주의에서 읽어내려 하는 불합리성의 한 종류로 인식할 수 있다. 그러나 제임스는 "원주율의 100번째 소수점은 9이다"와 "원주율의 100번째 소수점은 6이다"라는 문장이 누군가가 가능한 어떤 차이에 대해 신경 쓸 이유를 갖기 전까지는 같은 의미를 가진다고 동의하지 않을 것이다. 반면 실러는 실제로 그렇게 말하려 한다.
제임스와 실러는 둘 다 진리를 명제에 일어나는 어떤 것으로 다루기 때문에, 제임스는 원주율의 100번째 소수점이 9라는 것이 실제로 누군가가 그 명제를 믿고 그것이 그들의 목표를 달성하게 할 때만 진실이 된다는 점에 동의할 것이다. 그러나 제임스는 의미가 명제에 일어나는 어떤 것이라고 암시하는 곳은 전혀 없다. 이것은 실러의 실용주의의 독특한 요소이다.

### 의미와 진리의 인본주의적 이론
실러는 윌리엄 제임스의 실용주의에 크게 빚지고 있다고 느꼈지만, 찰스 샌더스 퍼스의 실용주의에는 노골적으로 적대적이었다. 실러와 제임스 둘 다 퍼스가 그의 실용주의로 의도한 바를 이해하는 데 어려움을 겪었고, 퍼스가 자신들이 자연스러운 실용주의의 초석을 자신이 처음 놓았다고 보았던 것을 끊임없이 거부하는 것에 종종 당황했다. 실러는 자신의 오해를 바탕으로 퍼스가 단지 "'진리는 실용적인 결과를 가져야 한다'"고 말하는 것은 "매우 모호하며, 그것이 주장하는 흥미로운 연결에 대한 어떤 이유도 암시하지 않는다"고 불평한다. 실러는 나아가 퍼스의 원리를 "철학적 용법에서 영구적인 자리와 이름을 가질 가치도 거의 없는" 단순한 자명한 이치에 불과하다고 폄하한다. 결국 실러는 "[아무리 극단적인 지성주의자라 할지라도 주장의 진실과 거짓 사이의 차이가 어떤 가시적인 방식으로 나타나야 한다는 것을 부인할 이유를] 보기 어렵다"고 지적한다.
퍼스가 실용주의의 사용을 제한하려는 시도를 제쳐두고, 실러는 "결과"라는 용어를 풀어서 퍼스의 실용주의에 대한 더 실질적인 재진술이라고 생각하는 것을 제공한다.
명제가 결과를 가지며 아무것도 가지지 않는 것은 무의미하다는 것은 분명히 어떤 인간의 관심사와 관련이 있다는 것을 의미해야 한다. 그것들은 어떤 목적을 위해 어떤 사람에게 대한 결과여야 한다.
실러는 명제의 의미와 진리를 구성하는 "결과"는 항상 어떤 특정 시점에 누군가의 특정 목적에 대한 결과여야 한다는 사실에 주목하기 때문에 자신의 실용주의가 더 발전했다고 믿는다. 추상적인 것에 대한 비난을 계속하면서, 실러는 개념의 의미는 어떤 추상적인 명제의 결과가 아니라, 실제 사상가가 실제 상황에서 그 사용이 가져올 것이라고 희망하는 결과라고 주장한다. 생각의 의미는 그 생각을 사용할 때 의도하는 결과이다. 실러에게 이것이 더 정교한 실용주의자가 의미라는 용어로 이해하는 것이다.
실러의 방식대로 실용주의적 의미 이론을 이해한다면, 그는 제임스의 진리 이론이 실용주의적 의미 이론의 단순한 귀결이라고 주장하는 것이 옳다.
그러나 이제 우리는 '주장이 주장하는 '진리'를 어떻게 이 '결과'들이 시험할 수 있는가?'라고 물을 수 있다. 오직 그 목적을 만족시키거나 좌절시킴으로써, 그 이익을 증진시키거나 좌절시킴으로써만 가능하다. 만약 그렇게 한다면, 그 주장은 '좋은' 것이고 pro tanto '진실'이다. 만약 그렇게 하지 않는다면, '나쁜' 것이고 '거짓'이다. 그러므로 그 '결과'들은 조사될 때 항상 '좋은' 또는 '나쁜'이라는 '실용적' 술어를 포함하고, 우리가 그 용어를 사용한 의미에서 '실천'에 대한 참조를 포함하는 것으로 밝혀진다. 따라서 우리가 좁은 실용주의의 추상적인 진술을 넘어 구체적으로, 그리고 실제적인 인식에서 '결과를 가지는 것'이 무엇을 의미하는지 묻자마자, 우리는 필연적으로 더 넓은 의미의 완전한 실용주의를 발전시킨다.
생각의 의미가 그 생각으로 가져오려는 결과에 해당한다는 실러의 견해를 감안할 때, 실러는 또한 생각의 진실이 실제로 의도한 결과를 가져오는지 여부에 달려 있다고 결론지었다. 예를 들어, 소금을 요구하는 요리법을 따르면서 스스로 "세레보스는 소금이다"라고 생각했다면, 그 생각이 세레보스를 추가하여 의도한 맛의 요리를 만들게 한다면 나의 생각은 진실이 될 것이다. 그러나 특정 혼합물을 만들기 위해 화학 실험실에서 작업하면서 스스로 "세레보스는 소금이다"라고 생각했다면, 나의 생각은 이전과는 다른 의미를 가질 것이고(나의 의도가 다르기 때문에) 거짓이 될 것이다(세레보스는 요리 목적으로만 소금과 동등하기 때문에). 실러에 따르면 "세레보스는 소금이다"와 같은 생각의 의미가 무엇인지 또는 그것이 진실인지 여부는 그 생각이 발생한 특정 상황을 고려해야만 답할 수 있다. 실러의 의미에 대한 견해와 후대의 일상 언어 철학자들 사이에는 약간의 유사성이 있지만, 실러의 설명은 의미와 진리를 전체 언어 공동체보다는 개인과 특정 용도에 대한 그들의 의도에 더 밀접하게 연결시킨다.

## 선정된 저서
- 스핑크스의 수수께끼 (1891)
- "공리로서의 공준" (Personal Idealism, 1902년 컬렉션에 실림)
- "쓸모없는 '지식': 실용주의에 대한 담론", 1902년 1월)
- 인본주의 (1903)
- "형이상학의 윤리적 토대" (1903년 7월)
- "'실용주의'와 '인본주의'의 정의" (1905년 1월)
- 인본주의 연구 (1907)
- 플라톤인가 프로타고라스인가? (1908)
- 스핑크스의 수수께끼 (1910, 개정판)
- 인본주의 (1912, 2판)
- 형식논리학 (1912)
- 믿음의 문제 (1924, 2판)
- 사용을 위한 논리 (1929)
- 우리의 인간적인 진실 (1939, 사후 출판)

## 더 읽어보기
- Rueben Abel의 F.C.S. 실러의 실용주의적 인본주의 (1955)
- Rueben Abel이 편집한 인본주의적 실용주의: F.C.S. 실러의 철학 (1966)
- Cornelis De Waal의 실용주의에 대하여 (2005)의 "F.C.S. 실러의 실용주의적 인본주의"
- John R. Shook, Hugh McDonald가 편집한 "F.C.S. 실러의 실용주의와 인본주의 선정 저작, 1891-1939" (2008)